# العقيق (الباحة)
العقيق هي مدينة سعودية والعاصمة الإدارية لمحافظة العقيق، التابعة لمنطقة الباحة.

## الموقع
تقع العقيق إلى الشمال الشرقي من مدينة الباحة وتبعد عنها حوالي 45 كيلو متر تقريباً.

## التسمية
العقيق في اللغة هو كل مسيل شقه السيل وأنهره، والعقيق هو الحفر المستطيل في الأرض والعرب تقول أنعق الوادي إذا عمق.
وجمع العقيق أعِقَّه وعقائق وفي بلاد العرب أعقه كثيرة، وهي أودية شقتها السيول ومنها عقيق عارض اليمامة وهو واد واسع مما يلي العرمة تتدفق فيه شعاب العرض، وفيه عيون عذبة الماء، ومنها عقيق المدينة فيه عيون ونخل، وهو الذي ورد ذكره في الحديث أنه واد مبارك ومنها عقيق آخر يدفق ماؤه في أغوار إقليم تهامة ومنها عقيق القنان تجري إليه مياه قلل نجد وجبالها، ومنها عقيق تمرة وهو ما يسمى اليوم وادي الدواسر ومنها عقيقنا هذا (العقيق اليماني) أو (عقيق غامد)، ذكره ياقوت الحموي في معجم البلدان فقال:
وذكره حمد الجاسر في كتابه في سراة غامد وزهران فقال: «عقيق غامد ذكره ابن دريد في كتاب الاشتقاق».

## العقيق في الشعر
- يقول الشاعر جرير:[5]

- يقول الشاعر الفرزدق:

## السكان
بلغ إجمالي عدد سكان مدينة العقيق 15,329 نسمة حسب إحصائية سنة 2010م، حيث كان عدد المواطنون السعوديون 11,678 نسمة، بينما كان عدد المقيمين من غير السعوديين 3,651 نسمة.